# Tannerocoris sarcobati
Tannerocoris sarcobati är en insektsart som beskrevs av Knight 1970. Tannerocoris sarcobati ingår i släktet Tannerocoris och familjen ängsskinnbaggar. Inga underarter finns listade i Catalogue of Life.